# Enoploctenus luteovittatus
Enoploctenus luteovittatus là một loài nhện trong họ Ctenidae.
Loài này thuộc chi Enoploctenus. Enoploctenus luteovittatus được Eugène Simon miêu tả năm 1897.